# Marc Belder
Marc Belder (Westmaas, 3 juni 1949) is een Nederlandse accordeonist, musicus, arrangeur en dirigent.

## Levensloop
Na zijn middelbareschoolopleiding ging hij bij Philip van Loon aan het Rotterdams Conservatorium accordeon studeren.
Op 1 oktober 1970 werd hij benoemd tot accordeondocent aan de (toenmalige) Rotterdamse Muziekschool, die in 1984 opging in Stichting Kunstzinnige Vorming Rotterdam (SKVR).
Naast zijn (staf)docentschap was hij vakgroep- en projectcoördinator. Ook besteedde hij veel tijd aan activiteiten en projecten op basisscholen.
Daarnaast gaf hij muzikaal inhoud aan ensembles binnen de SKVR Muziekschool, alwaar hij op 1 juni 2014 met pensioen ging.
Vanaf 1973 tot 2005 was hij als docent verbonden aan het Rotterdams Conservatorium (Codarts). Op landelijk niveau was hij gedurende 40 jaar werkzaam voor de NOVAM (Nederlandse Organisatie Voor Accordeon en Mondharmonica). Hij was jurylid, examinator, artistiek leider van muziekweekends en muzikaal adviseur.
In 1998 richtte hij mede het NJAO op (Nederlands Jeugd Accordeon Orkest). Van dat orkest was hij tot aan 2013 artistiek leider en dirigent. Door zijn jarenlange ervaring met het werken met ad hoc-orkesten beschikt Marc Belder over een effectieve repetitie-methodiek. Nog altijd wordt hij gevraagd als muzikaal inhoudelijk leider en adviseur voor bijzondere projecten. Verder heeft hij veel arrangementen op zijn naam staan.
Op zondag 18 september 2011 ontving Marc Belder de Erasmusspeld voor zijn jarenlange inzet voor het muziekonderwijs in Rotterdam in het algemeen en bij de SKVR in het bijzonder en op vrijdag 29 april 2012 werd hij - voor zijn verdiensten op het gebied van de emancipatie van het accordeon - benoemd tot Ridder in de Orde van Oranje Nassau. Burgemeester Ahmed Aboutaleb noemde hem een "ambassadeur van het accordeon" .